# LHC@home
LHC@homeはBerkeley Open Infrastructure for Network Computing（BOINC）を用いた分散コンピューティングプロジェクトであり、欧州原子核研究機構（CERN）のために多数のボランティアが参加している。このプロジェクトの目的は、CERNが2008年9月から運用している大型ハドロン衝突型加速器（LHC）の維持や改善を手伝うことである。得られたデータは技術者により、オペレーションの改善、加速器の効率化、装置の調節や改良によって起こる問題の予測に使われる。プロジェクトはボランティアによって無償で運用されている。
このプロジェクトに参加しようと考えているBOINCユーザーは、仕事は時折しかないことに注意しなければならない。プロジェクトはLHCに関連するデザインや修理問題に利用されているが、LHCによって集められるデータを計算するために利用される計画は現時点では存在しない。

## 概要
LHC@homeは2004年9月1日にベータ版が公開され、24時間で1000人以上のユーザーを集めた。9月29日にはCERN設立50周年を記念し、5000人限定で一般公開された。現在は誰でも参加可能である。
| 計算能力(以下全て2022年3月時点) | 32.48 TFLOPS |
| アクティブユーザー数            | 1,619        |
| 総ユーザー数                    | 5,717        |
| アクティブホスト数              | 6,958        |
| 総ホスト数                      | 16,407       |

### ソフトウェア
プロジェクトのソフトウェアにはFrank Schmidtにより開発された"SixTrack"があり、BOINC経由でダウンロードしてWindowsもしくはLinux上で走らせることができる。SixTrackは全周約27kmのLHC内で粒子を加速させた状況をシミュレーションし、軌道の安定性をみようとするものである。
- "SixTrack"では60個の粒子が100,000または1,000,000周する様子をシミュレーションする。これは実際の運用の約10秒間にあたる。
- 軌道の安定性のデータは、粒子が軌道を外れて管壁にぶつかることがないか調べるために使われる。実際の運用中にこのようなことが多く起これば、加速器はダメージを受け修理が必要になる。
- "SixTrackbnl"と呼ばれる新しいバージョンが11月初旬に配布された。
- 仕事の配布量は多くないが、"Garfield"と呼ばれる新しいアプリケーションもある。